# Inderhavnen
Inderhavnen er den del af Københavns Havn der strækker sig fra Nordre Toldbod til Langebro. Her ligger blandt andet de tidligere havneområder ved Nyhavn, Kvæsthusbroen, Christianshavn, Nordatlantens Brygge og Slotsholmen. Inderhavnen krydses udover Langebro af Inderhavnsbroen, Knippelsbro og Lille Langebro.
Efter flytningen af færgerne til Bornholm til Køge er havnedriften i Inderhavnen meget begrænset. Ud over kanalrundfarter og Havnebusserne foregår størstedelen af de kommercielle havneaktiviteter ved Nordre Toldbod, der i sommerhalvåret bruges til krydstogtskibe.